# Arabesque
«Arabesque» («Арабески») — німецький поп-гурт, що працював в жанрі диско з елементами гай-енерджі. Основна вокалістка Сандра після розпаду гурту продовжила успішну сольну кар'єру (в 1990-ті також брала участь в проекті Enigma).

## Історія
Гурт «Arabesque» було створено в 1977 році (зареєстровано в німецькому місті Оффенбах у студії, якою володів відомий у світі диско Френк Фаріан). У той час в Європі існувала мода на жіночі колективи, в яких жіночий вокал був домінуючим: «Baccara», «ABBA», «Boney M», «Babe».
Склад гурту був непостійним і на початку існування змінювався кілька разів. Початковий склад, з яким був записаний сингл «Hello Mr. Monkey», виглядав так:
- Мері Енн Нагель (Mary Ann Nagel),
- Карен Енн Тепперіз (Karen Ann Tepperis),
- Міхаела Роуз (Michaela Rose).

Далі до гурту увійшла Хайке Рімбо замість Мері Енн, і наступний склад Arabesque був таким:
- Карен Енн Тепперіз (Karen Ann Tepperis),
- Гайке Рімбо (Heike Rimbeau),
- Міхаела Роуз (Michaela Rose).

Жасмін замінила Карен Енн, і склад групи став наступним:
- Гайке Рімбо (Heike Rimbeau),
- Жасмін Елізабет Феттер (Jasmin Elizabeth Vetter),
- Міхаела Роуз (Michaela Rose).

У свій час в 1979 році у складі групи входила Ельке Брюкхаймер (Elke Brückheimer).
У 1979 році до складу «Arabesque» увійшла сімнадцятирічна і ще нікому не відома Сандра Лауер і остаточний склад був такий:
- Сандра Енн Лауер (Sandra Ann Lauer),
- Жасмин Елізабет Феттер (Jasmin Elizabeth Vetter),
- Міхаела Роуз (Michaela Rose).

Сандра відразу стала неформальним лідером в гурті — у переважній більшості пісень основний вокал належав їй.
В 1984 рік у минув строк п'ятирічного контракту Сандри на роботу в Arabesque. Вона, за підтримки свого майбутнього чоловіка Мішеля Крету, вирішує почати сольну кар'єру, а гурт, що набув популярності завдяки таланту Сандри, припиняє своє існування. У тому ж році виходить останній альбом «Time To Say Good Bye». Міхаела Роуз і Жасмин Феттер, намагаючись не втратити свій шанс, створюють новий гурт під назвою «Rouge», проте успіху він не мав. Rouge розпалися в 1988 році.

## Дискографія

Повна дискографія альбомів вийшла тільки в Японії. У Німеччині відбувся реліз тільки 4 номерних альбомів.
- 1978 «Arabesque» (у Німеччині — «Friday Night»)
- 1979 «Arabesque II «Pepermint Jack»» (у Німеччині — «City Cats»)
- 1980 «Arabesque III» (у Німеччині — «Marigot Bay»)
- 1980 «Arabesque IV»
- 1981 «Arabesque V «Billy's Barbeque»» (у Німеччині — In For A Penny)
- 1982 «Caballero»
- 1982 «Arabesque VII «Why No Reply»»
- 1982 «Fancy Concert»
- 1983 «Arabesque VIII «Loser Pays The Piper»»
- 1983 «Radio Arabesque»
- 1984 «Time To Say Good Bye»
- 2018 «The Up Graded Collection» (Original Michaela Rose)